# Forte San Procolo
Forte San Procolo, originariamente chiamato Vorwerk San Procolo, è una fortificazione posta a ovest di Verona, nell'attuale quartiere Navigatori, parte del complesso sistema difensivo cittadino e più in particolare del settore dei forti collinari e dei forti avanzati di pianura, messo in opera tra 1837 e 1843. La struttura fortificata, progettata dal direttore dell'Imperiale Regio Ufficio delle Fortificazioni di Verona, il maggiore generale tedesco Franz von Scholl, fu realizzata tra 1840 e 1841 e i lavori furono diretti dal maggiore generale Johann von Hlavaty.

## Descrizione
Si tratta di un grande forte a tracciato ettagonale asimmetrico con ridotto centrale a corte, su pianta quadrata. Il forte è situato nel settore settentrionale, accanto alla riva destra dell'Adige, davanti al fronte bastionato San Procolo-Spagna; la posizione è quindi connessa al sistema della cinta magistrale. Al piede del ciglione di San Massimo, verso il bastione di San Procolo, si estendeva un avvallamento, favorevole al nemico, che poteva essere battuto solo con un grande angolo di depressione dalle artiglierie della cinta; ciò rappresentava un pericolo per le sortite, che sarebbero state contrastate anche dalle batterie avversarie posizionate sulla riva opposta dell'Adige. Le artiglierie del forte, poste sul ramparo ettagonale, potevano battere l'intero giro d'orizzonte, eliminando così ogni svantaggio, tattico e balistico.
Il progetto iniziale di forte San Procolo può essere attribuito a Franz von Scholl; questa fortificazione avrebbe completato il sistema di destra d'Adige, finalizzato alla difesa indiretta della spianata e del ciglione Santa Lucia-San Massimo, assieme agli altri due capisaldi avanzati di Santa Caterina e di Porta Nuova, realizzati successivamente. L'idea non venne attuata, e dopo la morte di Scholl, nel 1838, il progetto del forte venne posto in opera dal maggiore ingegnere Johann von Hlavaty, nuovo direttore dei lavori di fortificazione.
L'opera principale del forte è costituita dall'alto terrapieno a inviluppo ettagonale, col ramparo e le postazioni di artiglieria a cielo aperto. Sull'intero perimetro, il terrapieno con scarpa a pendenza naturale è difeso dal fossato asciutto e dallo spalto antistante. Il fosso è battuto da quattro caponiere casamattate, ordinate per fucilieri, in corrispondenza delle quali il terrapieno è provvisto di due ali di muro di rivestimento aderente; nel fossato, al posto del muro distaccato alla Carnot, una semplice palizzata difendeva il piede del terrapieno. All'interno del forte si erge il ridotto centrale casamattato, a pianta quadrata; ai vertici del ridotto, a due piani, si alternano caponiere simili a piccoli bastioni, alle quali si accedeva dalla galleria per fucilieri disposta sull'intero perimetro dell'opera. Quattro grandi traverse casamattate, dotate di polveriere, frazionano lo spazio del piazzale interno e, inserendosi nel terrapieno, danno accesso alle poterne, in comunicazione con le quattro caponiere che fiancheggiano il fossato. Nel fronte sudorientale dell'ettagono, verso la cinta magistrale, era situato l'ingresso al forte, difeso da una galleria per fucilieri. Attraverso una poterna si accede, dal piano del fossato, al piazzale interno; da qui si entrava nel ridotto attraverso un ponte levatoio sul fossato.

## Armamento
L'armamento della fortificazione consisteva in:
- 2 cannoni da 9,5 cm con anima rigata ad avancarica

Riserve di munizioni: 4 polveriere, ognuna da 1 790 kg.

## Presidio di guerra
Il presidio in caso di guerra della fortificazione consisteva in:
- 230 fanti
- 30 artiglieri

Era inoltre possibile disporre un presidio di emergenza di 438 uomini.